# Lysimachia verbascifolia
Lysimachia verbascifolia är en viveväxtart som beskrevs av C.M.Hu, P.K.Lôc. Lysimachia verbascifolia ingår i släktet lysingar, och familjen viveväxter. Inga underarter finns listade i Catalogue of Life.